# Thomas Bradshaw (football, 1873)
Pour les articles homonymes, voir Bradshaw.
Cet article possède un paronyme, voir Tom Bradshaw.
Thomas Bradshaw, né le 24 août 1873 à Liverpool (Angleterre), mort le 25 décembre 1899 à Londres (Angleterre), était un footballeur anglais, qui évoluait au poste d'attaquant à Liverpool et en équipe d'Angleterre.
Bradshaw n'a marqué aucun but lors de son unique sélection avec l'équipe d'Angleterre en 1897.

## Carrière
- 1891-1893 : Northwich Victoria
- 1893-1898 : Liverpool FC
- 1898 : Northwich Victoria
- 1898-1899 : Tottenham Hotspur
- 1899 : Thames Ironworks

## Palmarès

### En équipe nationale
- 1 sélection et 0 but avec l'équipe d'Angleterre en 1897.

### Avec Liverpool
- Vainqueur du Championnat d'Angleterre de football D2 en 1894 et 1896.